# Herbert Pauli
Herbert Pauli (* 1952 in Baden) ist ein österreichischer Schriftsteller und Filmemacher.

## Leben
Herbert Pauli, aufgewachsen in Leobersdorf, besuchte dort die Volksschule, dann das BRG in Baden, das Mus. päd. RG in Wiener Neustadt und die PÄDAK in Baden. Er unterrichtete von 1973 bis 2012 als Volksschullehrer im Mostviertel. Seit 1984 veröffentlicht er Lyrik und Prosa. Er experimentierte mit Super-8 etwa bis zum Auslaufen dieses Filmformates, es entstanden experimentelle Animationen, häufig zu Musikstücken.
Herbert Pauli lebt und arbeitet in St. Peter in der Au.

## Auszeichnungen (Auswahl)
- 1985 'Goldenes Einhorn' für den besten Experimentalfilm, Alpinale in Bludenz
- 1987 Anerkennungspreis Mundial Badalona in Barcelona
- 1987 Preis beim Linzer Literaturwettbewerb 'Bier wörtlich'
- 1991 Anerkennungspreis des Landes Niederösterreich für Literatur
- 1996 Literaturpreis der Edition Doppelpunkt
- 2018 Petrus-Award der Marktgemeinde St.Peter/Au

## Bücher
- Herbstakrostichon. Gedichte, Edition Doppelpunkt, Wien 1995, ISBN 3-85273-013-9.
- Vom Schließen der Augen. Kurzprosa, Edition Doppelpunkt, Wien 1996, ISBN 3-85273-028-7.
- Um uralt Recht und Herkommen. Roman über den Bauernaufstand 1596-1597 im westlichen Niederösterreich. Edition Doppelpunkt, Wien 1997, ISBN 3-85273-035-X.
- Im Keller der Most. Gedichte, mit vier Radierungen von Karlheinz Vinkov, Edition Doppelpunkt, Wien 1998, ISBN 3-85273-059-7.
- Dingis. Kurzprosa, Edition Doppelpunkt, Wien 2001, ISBN 3-85273-127-5.
- Honig, Zimt und Kerzenduft. Ein literarisches Backbuch. Ibera, Wien 2004, ISBN 3-85052-178-8.
- Blüten, Most und Hügelmeer Fotos Gerhard Wieser, Texte Herbert Pauli, Gestaltung Martin Hiesberger, Eigenverlag 2006, ISBN 978-3-85068-752-2
- Um uralt Recht und Herkommen Neuauflage 2007, Verlag Denkmayr ISBN 978-3-902598-01-1
- Schauen und sehen. Aufsätze, Ennsthaler, Steyr 2009, ISBN 978-3-85068-835-2.
- Es ist so schön, ein Freund zu sein! Bilderbuch von Christa Dietl, Bartl Verlag, 2013
- Vom Lesen der Bilder, mit Bildern von Hermann Härtel, Literaturedition Niederösterreich, 2013 ISBN 978-3-902717-19-1
- Land-Liebe-Leid-Lust edition innsalz, 2015 ISBN 978-3-902981-94-3
- Podium Porträt 91 Podium, 2016 ISBN 978-3-902886-32-3
- Zimmer 305 gemeinsam mit Willi Hotes, federfrei, 2017 ISBN 978-3-903092-79-2

## Beiträge in Anthologien
- Österreichs Wiege, Autoren und Texte aus dem politischen Bezirk Amstetten und der Statutarstadt Waidhofen an der Ybbs, Arbeitskreis für Bezirksgeschichte, Leitung Franz Überlacker, 1988
- Literarisches Cafe,  Puchberger Anthologie 5, Verlag Ennsthaler, Hrsg. Wilhelm Bortenschlager, 1989
- Väter, Leben mit Kindern – Texte von Vätern, Edition Doppelpunkt, Wien 1996, Hrsg. Thomas Rott
- dicht auf den versen. österreichische lyrik im spiegel von drei jahrzehnten podium, Verleger PODIUM, 2001
- Begegnung, Texte zur Fastenbesinnung 2002 für Künstler im Dom zu St. Pölten
- Das Menetekel, Edition Neunzig-Verlag Ennsthaler, Steyr 2004
- Buchstabensuppe. Das Buch zum Autoren-Wettbewerb des ARCOTEL Wimberger, Hg. Elisabeth-Joe Harriet, Edition Wimberger 2006
- süchtig. 66 Autorinnen und Autoren über Lust und Laster, Residenz Verlag, Hg. Erich Sedlak, 2007
- MOSTVIERTEL. Aus der Mitte heraus, Hg. Volkskultur Niederösterreich, Atzenbrugg 2007
- Die österreichische Literatur ist keineswegs ein bloßer Wurmfortsatz der deutschen. Ein Weißbuch., Edition Neunzig-Verlag Ennsthaler, Steyr 2009
- Spurwechsel , Katalog zur Ausstellung  Fastenbesiinung mit Künstlerinnen und Künstlern, 2010
- Das literarische Gebet, Hrsg. Peter Paul Kaspar, freya, 2011
- Weihnachten einst und jetzt, freya, 2013
- Mein Mostviertel, Hrsg. Wolfgang Kühn, Literaturedition Niederösterreich, 2015
- Literaturland Oberösterreich, Hrsg. Friedrich Ch. Zauner, freya, 2015
- Hineinhorchen, Textreaktionen auf Bilder von Ottilie Großmayer, Hrsg. Kunstform Salzkammergut, 2015
- POWER STATION GLANZSTOFF, Katalog von J. F. Sochurek, St. Pölten

## Bühnenstücke
- Wider die Obrigkeit , Bühnenstück über den Bauernaufstand 1596/97 im westlichen Niederösterreich, uraufgeführt im Mai 2007 (Theatergruppe St. Peter in der Au im Hof des Schlosses St. Peter in der Au)